# Sukaraja (Tanah Abang)
Sukaraja is een bestuurslaag in het regentschap Muara Enim van de provincie Zuid-Sumatra, Indonesië. Sukaraja telt 808 inwoners (volkstelling 2010).